# 新瑞典 (緬因州)
新瑞典（英語：New Sweden）是一個位於美國緬因州阿魯斯圖克縣的市鎮。

## 人口
根據2020年美國人口普查的數據，新瑞典的面積為89.61平方千米，當中陸地面積為89.54平方千米，而水域面積為0.07平方千米。當地共有人口577人，而人口密度為每平方千米6人。